# Зовнішня сонна артерія
Зовнішня сонна артерія (лат. arteria carotis externa) — це одна з найбільших парних кровоносних судин голови та шиї, що відгалужується від загальної сонної артерії.

## Топографічна анатомія
Зовнішня сонна артерія бере початок від загальної сонної артерії на рівні верхнього краю щитоподібного хряща, має дещо звивистий хід вгору та медіально під заднім черевцем двочеревцевого та шилопід'язикового м'язів. Далі судина входить у привушну слинну залозу, в якій на рівні шийки нижньої щелепи розгалужується на гілочки, що належать до однієї з груп: передньої, середньої або задньої.

## Передня група гілок зовнішньої сонної артерії
До цієї групи належать 3 великі судини: верхня щитоподібна артерія, язикова артерія та лицева артерія.

### Верхня щитоподібна артерія
Верхня щитоподібна артерія (лат. a. thyroidea superior) відходить на рівні великих рогів під'язикової кістки та кровопостачає щитоподібну та паращитоподібну залози, гортань через верхню гортанну артерію, а також опосередковано груднинно-ключично-соскоподібний м'яз через rami sternocleidomastoidei.

### Язикова артерія
Язикова артерія (лат. a. lingualis) відходить на рівні великих рогів під'язикової кістки, проходить в межах трикутника Пирогова. Кровопостачає язик та під'язикову залозу через під'язичну артерію, що відходить від неї.

### Лицева артерія
Лицева артерія (лат. a. facialis) відходить вище від великих рогів під'язикової кістки, проходить через піднижньощелепну залозу, прямує до нижньої щелепи та, перегинаючись через її край, виходить на обличчя. Кровопостачає структури обличчя завдяки своїм гілочкам: a. palatina ascendens, a. submentalis, aa. labiales, a. angularis.

## Середня група гілок зовнішньої сонної артерії
До середньої групи гілок зовнішньої сонної артерії належать висхідна глоткова артерія, поверхнева скронева артерія та верхньощелепна артерія.

### Висхідна глоткова артерія
Висхідна глоткова артерія (лат. а. pharyngea ascendens) відгалужується від зовнішньої сонної артерії поруч з місцем біфуркації загальної сонної артерії та йде по латеральній стінці глотки. Кровопостачає глотку, м'яке піднебіння, піднебінний мигдалик, слизову оболонку барабанної порожнини, тверду мозкову оболону в ділянці задньої черепної ямки.

### Поверхнева скронева артерія
Поверхнева скронева артерія (лат. a. temporalis superficialis) є прямим продовженням стовбура зовнішньої сонної артерії на рівні зовнішнього слухового проходу. Судина прямує вгору в товщі паренхіми привушної залози. Ділиться на лобову та тім'яну гілки та поперечну артерію обличчя, завдяки яким відбувається кровопостачання шкіри та інших тканин ділянок лоба, тімені, вушної раковини, зовнішнього слухового проходу.

### Верхньощелепна артерія
Верхньощелепна артерія (лат. а. maxillaris) є однією з кінцевих гілок зовнішньої сонної артерії та медіально відходить від неї на рівні зовнішнього слухового проходу. Прямує вгору і вперед до крилопіднебінної ямки, де розгалужується на гілочки. Гілочки верхньощелепної артерії поділяються на три відділи: перший огинає шийку нижньої щелепи, другий у підскроневій ямці, третій в крило-піднебінній ямці. У кожному відділі верхньощелепна артерія віддає низку артеріальних гілок. Кровопостачає: шкіру і м'язи підборіддя та нижньої губи, скронево-нижньощелепний суглоб, тканини зовнішнього слухового проходу і барабанну перетинку, тверду мозкову оболону, слизову оболонку верхньощелепної пазухи, жувальні м'язи, шкіру і м'язи верхньої губи, щоки, ніс, нижні повіки.

## Задня група гілок зовнішньої сонної артерії
До цієї групи належать 2 великі судини: потилична та задня вушна артерії.

### Потилична артерія
Потилична артерія (лат. a. occipitalis) відгалужується дещо вище від великих рогів під'язикової кістки, прямує назад та вгору вздовж заднього черевця двочеревцевого м'яза, в ділянці соскоподібного відростка потрапляє до потиличної ділянки. Кровопостачає шкіру та м'язи потилиці, вушну раковину, соскоподібний відросток та тверду мозкову оболону в ділянці задньої черепної ямки.

### Задня вушна артерія
Задня вушна артерія (лат. a. auricularis posterior) відгалужується від зовнішньої сонної артерії на 2-2.5 см вище від потиличної артерії, прямує назад та вгору до вушної раковини. Кровопостачає вушну раковину, слизову оболонку барабанної порожнини та шкіру в ділянці соскоподібного відростка.

### Груднино-ключично-соскоподібна артерія (a. sternocleidomastoidea)
Відгалужується на рівні відходження лицьової артерії, потім йде латерально і вниз до відповідного м'яза.